# Stor-Allmänningstjärnen
Stor-Allmänningstjärnen är en sjö i Bräcke kommun i Jämtland och ingår i Ljungans huvudavrinningsområde. Sjön har en area på 0,0525 kvadratkilometer och ligger 248 meter över havet.

## Delavrinningsområde
Stor-Allmänningstjärnen ingår i det delavrinningsområde (696732-151104) som SMHI kallar för Mynnar i Gimåns vattendragsyta. Medelhöjden är 252 meter över havet och ytan är 1,99 kvadratkilometer. Det finns ett avrinningsområde uppströms, och räknas det in blir den ackumulerade arean 16,63 kvadratkilometer. Vattendraget som avvattnar avrinningsområdet har biflödesordning 3, vilket innebär att vattnet flödar genom totalt 3 vattendrag innan det når havet efter 134 kilometer. Avrinningsområdet består mestadels av skog (86 procent). Avrinningsområdet har 0,05 kvadratkilometer vattenytor vilket ger det en sjöprocent på 2,5 procent.